# 우계로
우계로(Ugye-ro)는 경기도 파주시 파주읍 에서 문산읍 문산사거리까지 연결하는 도로이다.

## 주요 경유지
경기도
- 파주시 (파주읍 . 문산읍)

## 노선
| 이름                    | 접속 노선    | 소재지 | 소재지                  | 비고                  |
| ----------------------- | ------------ | ------ | ----------------------- | --------------------- |
| (이름없음)              | 술이홀로     | 파주시 | 파주읍                  |                       |
| (이름없음)              | 정문로       | 파주시 | 파주읍                  |                       |
| 파주초등학교앞 교차로   | 우계로53번길 | 파주시 | 파주읍                  |                       |
| 주내삼거리              | 파발로       | 파주시 | 파주읍                  |                       |
| 수억중고 교차로         | 충현로       | 파주시 | 파주읍                  |                       |
| 중에교                  |              | 파주시 | 파주읍                  |                       |
|                         | 문산읍       | 파주시 | 지방도 제364호선과 중복 |                       |
| KT문산지점앞 회전교차로 | 문산읍       | 파주시 | 지방도 제364호선과 중복 |                       |
| 문산사거리              | 문산읍       | 파주시 | 지방도 제364호선과 중복 | 국도 제1호선 (통일로) |
| 문산역로와 직결         |              |        |                         |                       |

## 주요건물및 시설
- 농협 파주농협 하나로마트 (우계로 51/파주리 484-18)
- 농협 파주농협 (우계로 52/파주리 470-14)
- CU 파주읍제일점 (우계로 60/파주리 439)
- HD현대오일뱅크 파주열정주유소 (우계로 152/파주리 312-2)
- 알뜰 굿모닝주유소 (우계로 299/향양리 456-23)
- CU 선유산업단지점 (우계로 338/향양리 705-7)
- 문산수억중학교 (우계로 357/봉서리 291-3)
- 문산수억고등학교 (우계로 357/봉서리 291-3)
- 파스쿠찌 파주문산DI점 (우계로 424/선유리 611-1)
- 농협 파주연천축협 문산동부지점 (우계로 434/선유리 671-1)
- KT 문산지점 (우계로 444/선유리 671)
- GS25 문산위브점 (우계로 472/선유리 1350)